# Spotlight (Fayrayの曲)
「Spotlight」（スポットライト）は、2005年11月23日にリリースされたFayrayの19thシングル。発売元はR and C。

## 収録曲
全曲 作詞・作曲：Fayray、編曲：Fayray・Dougie Bowne
1. Spotlight
2. 赤い月

## 参加ミュージシャン
Spotlight
- Fayray：Acoustic Piano
- Kelly Wollesen：Drums
- Marc Ribot：Acoustic Guitar & Electronic Guitar
- Shazad Ismaily（ドイツ語版）：Bass
- Marika Hughes：Cello
- Carla Kihlstedt：Violin

## タイアップ
- 関西テレビ・フジテレビ系ドラマ『鬼嫁日記』挿入歌（#1）